# Глигорије Хаџи Ташковић
Глигорије (Григорије)  Хаџи Ташковић (Воден, 18. август 1874 — Београд, 1942) је био српски просветни радник и књижевник.
Рођен је 18. августа 1874. године у Водену у Македонији. Завршио је грчку основну школу у Водену, учио терзијски занат у Ениџе Вардару, гимназију у Београду и Шапцу. Био је стипендиста Друштва Светог Саве и као ученик трећег разреда гимназије напустио је Београд и отишао у Софију. Следеће године је молио да поново постане ученик гимназије. Студирао је лингвистичко-литерарни одсек на Великој школи у Београду од 1896. до 1900. године. Радио је као суплент Српске гиманзије Дом науке у Солуну (1900—1902) и (1904—1907). Од 1902. до 1904. године био је на одсуству и као стипендиста српске владе био на усавршавању француског језика у Француској. Радио је као суплент и професор гимназије у Ваљеву, суплент гимназије у Солуну током Првог светског рата, директор ниже гимназије у Ђевђелији, директор гимназија у Нишу, Битољу, Крагујевцу. Био је сарадник многих часописа, а у Београду је  1905. покренуо недељник Автономна Македонија за коју је писао уводне чланке. Недељник се залагао за аутономију Македоније која би била део Балканске конфедерације, истичући да македонско питање није национално већ политичко питање свих хришћана који живе у Македонији. Бавио се књижевним радом и говорио је француски и грчки језик. Био је ожењен Јованком Ненадовић, праунуком проте Матије Ненадовића, са којом је имао четворо деце.